# Campeonato da Europa de Corta-Mato de 1997
O 4º Campeonato da Europa de Corta-Mato de 1997 foi realizado em Oeiras, em Portugal no dia 14 de dezembro de 1997. Esta edição ficou marcada pela entrada da categoria júnior na disputa, sendo vencido pelo Gert-Jan Liefers dos Países Baixos na prova masculina e pela Sonja Stolić da Iugoslávia na categoria júnior feminino. 

## Resultados
Esses foram os resultados da prova. 

### Sênior masculino individual 10 km
| Posição           | Atleta             | Tempo |
| ----------------- | ------------------ | ----- |
| Medalha de ouro   | Carsten Jørgensen  | 27:19 |
| Medalha de prata  | Claes Nyberg       | 27:20 |
| Medalha de bronze | Serhiy Lebid       | 27:23 |
| 4.                | Mustapha Essaïd    | 27:30 |
| 5.                | Alfredo Brás       | 27:32 |
| 6.                | José Manuel García | 27:33 |
| 7.                | Julio Rey          | 27:33 |
| 8.                | Domingos Castro    | 27:37 |
| 9.                | José Regalo        | 27:38 |
| 10.               | Umberto Pusterla   | 27:42 |
| 11.               | Bertrand Frechand  | 27:42 |
| 12.               | Alberto Maraviha   | 27:44 |

83 atletas participaram da corrida.

### Sênior masculino por equipes
| Posição           | Equipe                                                                                          | Pontos          |
| ----------------- | ----------------------------------------------------------------------------------------------- | --------------- |
| Medalha de ouro   | Portugal · Alfredo Brás · Domingos Castro · José Regalo · Alberto Maravilha                     | 34 5 8 9 12     |
| Medalha de prata  | França · Mustapha Essaïd · Bertrand Frechand · Yann Millon · Abdellah Béhar                     | 46 4 11 13 18   |
| Medalha de bronze | Espanha · José Manuel García · Julio Rey · Isaac Viciosa · Víctor López                         | 56 6 7 20 23    |
| 4.                | Itália · Umberto Pusterla · Gabriele de Nard · Giuliano Battocletti · Vincenzo Modica           | 74 10 14 19 31  |
| 5.                | Dinamarca · Carsten Jörgensen · Klaus Peter Hansen · Kaare Sörensen · Dennis Jensen             | 114 1 24 41 48  |
| 6.                | Reino Unido · Dominic Bannister · Christopher Robinson · Dermot Donnelly · Christian Stephenson | 117 17 25 36 39 |
| 7.                | Países Baixos                                                                                   | 150             |
| 8.                | Irlanda                                                                                         | 151             |

15 equipes participaram da disputa.

### Sênior feminino individual 5 km
| Posição           | Atleta               | Tempo |
| ----------------- | -------------------- | ----- |
| Medalha de ouro   | Joalsiae Llado       | 17:20 |
| Medalha de prata  | Elena Fidatov        | 17:33 |
| Medalha de bronze | Olivera Jevtić       | 17:37 |
| 4.                | Annemari Sandell     | 17:39 |
| 5.                | Mariana Chirila      | 18:10 |
| 6.                | Helena Sampaio       | 18:14 |
| 7.                | Yanna Belkacem       | 18:15 |
| 8.                | Ana Isabel Alonso    | 18:15 |
| 9.                | Sabrina Varrone      | 18:19 |
| 10.               | Melanie Kraus        | 18:20 |
| 11.               | Vicko MacPherson     | 18:27 |
| 12.               | Gabrielle Vijverberg | 18:29 |

55 atletas participaram da corrida.

### Sênior feminino por equipes
| Posição           | Equipe                                                          | Pontos      |
| ----------------- | --------------------------------------------------------------- | ----------- |
| Medalha de ouro   | França · Joalsiae Llado · Yanna Belkacem · Fatima Yvelain       | 21 1 7 13   |
| Medalha de prata  | Roménia · Elena Fidatov · Mariana Chirila · Stela Olteanu       | 22 2 5 15   |
| Medalha de bronze | Espanha · Ana Isabel Alonso · Julia Vaquero · Jacqueline Martín | 46 8 17 21  |
| 4.                | Portugal · Helena Sampaio · Ana Correia · Teresa Nunes          | 48 6 19 23  |
| 5.                | Itália · Sabrina Varrone · Flavia Gaviglio · Patriza Ragno      | 57 9 20 28  |
| 6.                | Reino Unido · Vicky Macpherson · Lucy Wright · Elizabeth Talbot | 57 11 16 30 |
| 7.                | Bélgica                                                         | 78          |
| 8.                | Rússia                                                          | 84          |

11 equipes participaram da disputa.

### Júnior masculino individual 5 km
| Posição           | Atleta              | Tempo |
| ----------------- | ------------------- | ----- |
| Medalha de ouro   | Gert-Jan Liefers    | 15:45 |
| Medalha de prata  | Günther Weidlinger  | 15:50 |
| Medalha de bronze | Mustafa Mohamed     | 16:00 |
| 4.                | Juan Carlos Higuero | 16:02 |
| 5.                | Sam Haughian        | 16:10 |
| 6.                | Juan Jose Lozano    | 16:19 |

58 atletas participaram da corrida.

### Júnior masculino por equipes
| Posição           | Equipe      | Pontos |
| ----------------- | ----------- | ------ |
| Medalha de ouro   | Espanha     | 19     |
| Medalha de prata  | Portugal    | 43     |
| Medalha de bronze | Roménia     | 48     |
| 4.                | Itália      | 55     |
| 5.                | Finlândia   | 66     |
| 6.                | Reino Unido | 77     |

12 equipes participaram da disputa.

### Júnior feminino individual 3 km
| Posição           | Atleta              | Tempo |
| ----------------- | ------------------- | ----- |
| Medalha de ouro   | Sonja Stolić        | 9:09  |
| Medalha de prata  | Monica Rosa         | 9:15  |
| Medalha de bronze | Judith Heise        | 9:16  |
| 4.                | Larissa Kleinmann   | 9:19  |
| 5.                | Catherine Lallemand | 9:21  |
| 6.                | Sonja Roman         | 9:20  |

58 atletas participaram da corrida.

### Júnior feminino por equipes
| Posição           | Equipe      | Pontos |
| ----------------- | ----------- | ------ |
| Medalha de ouro   | Alemanha    | 15     |
| Medalha de prata  | Iugoslávia  | 33     |
| Medalha de bronze | Reino Unido | 43     |
| 4.                | Espanha     | 49     |
| 5.                | Portugal    | 53     |
| 6.                | Finlândia   | 59     |